# Spoorlijn Essen-Kray Nord - Wanne-Eickel
De spoorlijn Essen-Kray Nord - Wanne-Eickel was een Duitse spoorlijn en is als spoorlijn 2209 onder beheer van DB Netze.

## Geschiedenis
Het traject werd door de Rheinische Eisenbahn-Gesellschaft geopend op 25 maart 1875. Tot 1890 heeft er doorgaand goederenvervoer plaatsgevonden, daarna is het gedeelte tussen de mijn Rheinelbe en Wanne-Eickel gesloeten en opgebroken. 

## Aansluitingen
In de volgende plaatsen is of was er een aansluiting op de volgende spoorlijnen:
Essen-Kray Nord
DB 2163, spoorlijn tussen Essen Hauptbahnhof - Essen-Kray Nord
DB 2168, spoorlijn tussen Essen-Kray Nord en Wanne-Eickel
DB 2505, spoorlijn tussen Krefeld en Bochum
Wanne-Eickel Hbf
DB 2154, spoorlijn tussen Bochum-Riemke en Wanne-Eickel
DB 2200, spoorlijn tussen Wanne-Eickel en Hamburg
DB 2202, spoorlijn tussen Herne-Rottbruch en Wanne-Eickel
DB 2203, spoorlijn tussen Wanne-Eickel en Wanne-Unser Fritz
DB 2204, spoorlijn tussen Wanne-Eickel en Wanne-Unser Fritz
DB 2205, spoorlijn tussen Wanne-Eickel en aansluiting Bickern
DB 2206, spoorlijn tussen Wanne-Eickel en Meiderich Nord
DB 2208, spoorlijn tussen Wanne-Eickel en Herne
DB 2230, spoorlijn tussen aansluiting Hessler en Wanne-Eickel
DB 2231, spoorlijn tussen Gelsenkirchen en Wanne-Eickel
DB 2232, spoorlijn tussen Gelsenkirchen-Wattenscheid en Wanne-Eickel
DB 2650, spoorlijn tussen Keulen en Hamm
DB 9220, spoorlijn tussen Wanne Übergabebahnhof en Wanne Westhafen